# Клеандър (син на Полемократ)
Вижте пояснителната страница за други личности с името Клеандър.
Клеандър (на старогръцки: Κλέανδρος; † 324 г. пр. Хр. в Кармана), син на Полемократ от Елимия, е македонски офицер на Александър Велики през IV век пр. Хр. Той е вероятно брат на генерал Койн.
Клеандър участва от началото в похода на Александър в Азия. През есента 334 г. пр. Хр. той е изпратен от Мала Азия на Пелопонес, за да рекрутира наемници. През пролетта 332 г. пр. Хр. в Сидон той се включва с 4000 наемници отново към главната войска и следващата година той сменя Менандър като командир на наемната войска. Той води тази войска в битката при Гавгамела през 331 г. пр. Хр.
През 330 г. пр. Хр. той и трупата му е оставен в Екбатана, където е в щаба на генерал Парменион, с когото е роднина (брат му е женен за дъщеря му). През есента същата година Клеандър получава от Александър тайни инструкции за отстраняването на Парменион, който по сведения на неговия син Филота е замесен в плановете за атентат на Димна и други заговорници. Още същата година той го убива заедно с офицерите Ситалк, Агатон и Херакон. Четиримата офицери водят следващите години ужасяващо управление в Екбатана, и забогатяват. Александър се връща неочаквано от Индия и те са извикани през 324 г. пр. Хр. в Кармана, където са осъдени от войската за престъпленията им и екзекутирани.
Син на Клеандър е хипархът Пантордан.